# Hans Bøchmann Melchior
Hans Bøchmann Melchior, född den 14 maj 1773 i Grenå, död den 11 september 1831, var en dansk skolman och naturforskare.
Melchior blev 1797 lärare och 1820 "overlærer" vid Herlufsholms lärda skola samt fick samtidigt professors titel. Han författade Historisk Efterretning om den frie adelige Skole Herlufsholm (1822) och det för sin tid särdeles förtjänstfulla, först efter hans död utgivna arbetet Den danske Stats og Norges Pattedyr (1834).